# Javier Hernández
Javier Hernández Balcázar (phát âm tiếng Tây Ban Nha: [haˈβjer erˈnandes], sinh ngày 1 tháng 6 năm 1988), hay còn được biết tới với biệt danh Chicharito là một cầu thủ bóng đá người México hiện đang chơi ở vị trí tiền đạo cắm cho câu lạc bộ LA Galaxy tại Major League Soccer.
Anh từng chơi Guadalajara của México, Manchester United và West Ham United của Anh, Real Madrid của Tây Ban Nha và Bayer Leverkusen của Đức. Javier Hernández có trận đấu đầu tiên trong màu áo đội tuyển quốc gia México vào tháng 9 năm 2009 trong trận đấu với Colombia. Anh là con trai của Javier Hernández Gutiérrez và là cháu nội của Tomás Balcázar. Anh hiện là cầu thủ ghi nhiều bàn thắng nhất cho đội tuyển quốc gia México với 52 bàn.

## Tiểu sử
Hernández được sinh ra vào ngày 1 tháng 6 năm 1988 tại Guadalajara, Jalisco, México. Anh chơi trận đầu tiên tại một giải đấu vui chơi giải trí khi anh lên bảy tuổi. Cha của anh, Javier Gutiérrez Hernández, một tiền đạo quốc tế lúc trước của Mexico, cho biết rằng ông chưa bao giờ nghĩ con trai mình thực sự sẽ làm một cầu thủ chuyên nghiệp. Hernández gia nhập C.D. Guadalajara ở tuổi chín và ký hợp đồng chuyên nghiệp đầu tiên của anh khi anh 15 tuổi. Anh đã được đưa ra sân để thi đấu ở Giải vô địch bóng đá U-17 thế giới 2005, nhưng một chấn thương đã khiến anh ngồi ngoài nhìn các đồng đội thi đấu và giành chức vô địch.

## Sự nghiệp câu lạc bộ

### Chivas de Guadalajara
Anh gia nhập đội bóng trẻ của thành phố quê hương Chivas de Guadalajara lúc chín tuổi. Hernández thi đấu cho đội B của CLB ở giải hạng 2 trong mùa bóng 2005-2006. Anh có màn ra mắt ấn tượng ở giải đấu bóng đá cao nhất México Apertura, khi tỉ số đã là 3-0 Hernández vào sân thay cho Omar Bravo ở phút 82 và ghi bàn thắng thứ tư của trận đấu chỉ sau 5 phút vào sân trong trận thắng 4-0 trước Necaxa F.C tại sân Estadio Jalisco. Bàn thắng ấn định tỉ số trong trận đấu cũng là bàn thắng duy nhất của anh trong bảy lần xuất hiện ở mùa giải 2006-07.
Anh ra sân 6 lần trong mùa bóng 2007-08 và 10 lần trong Apertura 2008 mà không có bàn thắng cho riêng mình. Nhưng giai đoạn sau, Hernández liên tục "nổ súng" đều đặn khi ghi bốn bàn trong mười lăm trận ở Clausura 2009. Còn ở Apertura 2009, anh đứng thứ 3 trong danh sách Vua phá lưới của mùa giải với mười một bàn thắng trong mười bảy trận ra sân. Năm 2010, anh tiếp tục thi đấu ấn tượng khi ghi 10 bàn / 11 trận ở giải vô địch quốc gia  và đứng đầu danh sách Vua phá lưới trước khi chuyển về Manchester United.

### Manchester United
Câu lạc bộ nước Anh giàu truyền thống Manchester United hiện đang thi đấu ở giải Ngoại hạng lần đầu tiên phát hiện ra Hernández trong tháng 10 năm 2009, một trinh sát đã đi đến México vào tháng 12 và gửi về một bản báo cáo tích cực sau khi xem các trận đấu của anh. Do độ tuổi còn trẻ của Hernández, câu lạc bộ này ban đầu lên chỉ kế hoạch chờ đợi xem tài năng của Javier đến đâu trước khi thực hiện một động thái để ký hợp đồng với anh ta, nhưng với sự góp mặt vào đội tuyển quốc gia tại World Cup 2010, câu lạc bộ này đã vội vã ngồi vào bàn đàm phán. Trinh sát trưởng của United, Jim Lawlor, đã được gửi đến Mexico trong ba tuần vào tháng 2 và tháng 3 để xem Hernández thi đấu và nộp một báo cáo tích cực về anh ta, trước khi mời câu lạc bộ qua México để hoàn tất các thủ tục giấy tờ.
Vào ngày 8 tháng 4 năm 2010, anh ký hợp đồng thi đấu cho Manchester United với mức phí chuyển nhượng khoảng 6 triệu bảng Anh. Hernández sẽ chính thức gia nhập Bầy Quỷ Đỏ vào 1 tháng 7 năm 2010 nhưng anh đã ra mắt những Manucian (biệt danh của CĐV Man United) ngay trước trận thắng 3-2 trước Bayern Munich ở Old Trafford (Tứ kết Lượt về UEFA Champions League 2009-2010). Theo hợp đồng chuyển nhượng, Man United sẽ sang México để thi đấu giao hữu với C.D Guadalajara ngày 30 tháng 7 năm 2010; nhân dịp khánh thành sân vận động mới Estadio Movistar với sức chứa 45.000 chỗ của họ.
Hernández có màn ra mắt M.U vào ngày 28 tháng 7 năm 2010 ở trận đấu với MLS All Star trong Tour du đấu 2010 của United. Phút thứ 63 anh được vào sân từ băng ghế dự bị thay cho Nani và anh cũng có bàn thắng đầu tiên cho Quỷ đỏ với cú lốp bóng điệu nghệ qua đầu thủ môn Rimando từ đường chuyền dài của Fletcher. Hai ngày sau, Hernández ghi bàn thắng vào lưới Manchester United khi đang chơi trong một trận đấu giao hữu với câu lạc bộ cũ của mình, Chivas, anh bắt đầu trận đấu trong màu áo Chivas và ghi bàn chỉ sau tám phút. Anh chuyển sang M.U. vào hiệp hai nhưng cũng không thể ngăn chặn thất bại 3-2 cho United. Sau đó, Hernández đã ghi tiếp bàn thắng thứ ba trước mùa giải vào ngày 4 tháng 8 khi anh ra sân từ băng ghế dự bị trong hiệp hai và đóng góp bàn thắng thứ ba cho United trong chiến thắng 7-1 trước đội đội tuyển các ngôi sao của giải vô địch Ai len tại sân vận động Aviva mới được xây dựng.
Ngày 8 tháng 8 trong trận đấu với Chelsea tại Siêu cúp nước Anh Hernández cũng ra sân từ băng ghế dự bị trong hiệp hai và đóng góp vào một bàn thắng. Anh khéo léo chọn vị trí để nhận đường căng ngang từ Valencia nhưng vô tình sút trượt để bóng nảy lên trúng vào mặt rồi nhẹ nhàng bay vào lưới. Cuối cùng United có chiến thắng 3-1 để đoạt danh hiệu đầu tiên của mùa giải và đó cũng là chiếc cúp đầu tay của Javier kể từ khi anh gia nhập đội bóng. Sau đó vào ngày 16 tháng 8, anh có trận đấu đầu tiên tại Giải ngoại hạng Anh (Premier League) trước Newcastle trên sân nhà Old Trafford khi vào sân thay thế cho Wayne Rooney ở phút 63.

### Real Madrid
Vào tháng 9 năm 2014 (ngày cuối cùng thị trường chuyển nhượng) Real Madrid hoàn tất thương vụ mượn Chicharito từ Manchester United. Anh chính thức khoác áo số 14 còn trống của Xabi Alonso để lại sau khi chuyển đến đầu quân cho Bayern Munich.

## Sự nghiệp quốc tế

### U-20 Mexico
Javier Hernández được gọi vào danh sách 21 cầu thủ đội U-20 quốc gia, tham dự FIFA World Cup U20 2007 tổ chức ở Canada và anh mặc chiếc áo số 11.

### Đội tuyển Mexico
Ngày 30 tháng 9 năm 2009, trong trận đấu giữa Mexico 1-2 Colombia, Hernández có lần ra sân đầu tiên trong màu áo đội tuyển quốc gia, với 1 pha kiến tạo thành bàn. Anh thi đấu khá nổi bật trong chiến dịch vòng loại World Cup 2010 (bao gồm vòng loại và giao hữu trước thềm World Cup) của Mexico, khi liên tiếp lập công.
Anh được ra sân thi đấu lần đầu tại vòng chung kết World Cup 2010 vào ngày 11 tháng 6 năm 2010, sau khi được vào thay Guillermo Franco phút 73 trong trận hòa 1-1 giữa Nam Phi với Mexico. Trận đấu tiếp theo, anh lại vào sân từ ghế dự bị và xuất sắc ghi bàn mở tỉ số giúp Mexico đánh bại Pháp với tỉ số chung cuộc 2-0, nhận được đường chọc khe tinh tế từ Rafael Marquez, anh lừa qua thủ môn Hugo Lloris của đội bạn và kết thúc gọn gàng vào lưới trống. Bàn thắng này làm người ta liên tưởng đến ông nội anh, Tomas Balcazar, người cũng đã ghi bàn trong một trận đấu với Pháp ở World Cup 1954. Anh cũng được bầu chọn là Cầu thủ xuất sắc nhất trận đấu. Ngày 27 tháng 6 năm 2010, Hernández đã có trận đấu đầu tiên ra sân trong đội hình một của mình tại một kỳ World Cup và có được bàn thắng tứ hai của mình tại giải đấu này, bằng cách đảo bóng lừa qua hậu vệ Martin Demichelis trước khi thực hiện một cú sút bằng chân trái vào góc cao nhưng đáng tiếc nó chỉ giúp Mexico có bàn thắng danh dự trong trận thua 3-1 ở vòng 16 trước Argentina. Theo các phân tích và thống kê của FIFA cho thấy Hernández là cầu thủ chạy nhanh nhất tại World Cup 2010, anh đạt tốc độ tối đa 32,15 km/giờ.
Hernández có thêm một bàn thắng khác trong trận đấu giao hữu với đương kim vô địch thế giới Tây Ban Nha vào ngày 11 tháng 8 năm 2010 trên sân nhà Azteca, anh ghi bàn ở phút thứ 12 nhưng Mexico đã không thể có được một trận thắng khi David Silva gỡ hòa cho đội khách đúng vào phút 90.
Tại World Cup 2018, anh chỉ có được một bàn thắng trong trận thắng 2-1 trước Hàn Quốc. Sau giải đấu này, anh chính thức chia tay đội tuyển quốc gia sau 10 năm gắn bó, tổng cộng anh đã thi đấu 109 trận và ghi được 52 bàn thắng.

### Bàn thắng quốc tế
Điểm và danh sách kết quả chỉ được kiểm đến những số liệu cao nhất của Mexico.
| #   | Thời gian            | Địa điểm                                                      | Đối thủ              | Bàn thắng | Kết quả | Giải đấu                 |
| --- | -------------------- | ------------------------------------------------------------- | -------------------- | --------- | ------- | ------------------------ |
| 1.  | 24 tháng 2 năm 2010  | Candlestick Park, San Francisco, Hoa Kỳ                       | Bolivia              | 2–0       | 5–0     | Giao hữu                 |
| 2.  | 24 tháng 2 năm 2010  | Candlestick Park, San Francisco, Hoa Kỳ                       | Bolivia              | 4–0       | 5–0     | Giao hữu                 |
| 3.  | 3 tháng 10 năm 2010  | Rose Bowl, Pasadena, Mỹ                                       | New Zealand          | 1–0       | 2–0     | Giao hữu                 |
| 4.  | 17 tháng 10 năm 2010 | Sân vận động Corona, Torreón, México                          | CHDCND Triều Tiên    | 2–1       | 2–1     | Giao hữu                 |
| 5.  | 26 tháng 5 năm 2010  | Dreisamstadion, Freiburg, Đức                                 | Hà Lan               | 1–2       | 1–2     | Giao hữu                 |
| 6.  | 30 tháng 5 năm 2010  | Sân vận động Hans-Walter Wild, Bayreuth, Đức                  | Gambia               | 1–0       | 5–1     | Giao hữu                 |
| 7.  | 30 tháng 5 năm 2010  | Sân vận động Hans-Walter Wild, Bayreuth, Đức                  | Gambia               | 2–0       | 5–1     | Giao hữu                 |
| 8.  | 17 tháng 6 năm 2010  | Sân vận động Peter Mokaba, Polokwane, Nam Phi                 | Pháp                 | 1–0       | 2–0     | World Cup 2010           |
| 9.  | 27 tháng 6 năm 2010  | Soccer City, Johannesburg, Nam Phi                            | Argentina            | 1–3       | 1–3     | World Cup 2010           |
| 10. | 11 tháng 8 năm 2010  | Sân vận động Azteca, Mexico City, México                      | Tây Ban Nha          | 1–0       | 1–1     | Giao hữu                 |
| 11. | 12 tháng 10 năm 2010 | Sân vận động Olímpico Benito Juárez, Ciudad Juarez, Mexico    | Venezuela            | 1–1       | 2–2     | Giao hữu                 |
| 12. | 9 tháng 2 năm 2011   | Georgia Dome, Atlanta, Hoa Kỳ                                 | Bosna và Hercegovina | 1–0       | 2–0     | Giao hữu                 |
| 13. | 26 tháng 3 năm 2011  | Đấu trường Quận Oakland-Alameda, Oakland, Hoa Kỳ              | Paraguay             | 1–0       | 3–1     | Giao hữu                 |
| 14. | 26 tháng 3 năm 2011  | Đấu trường Quận Oakland-Alameda, Oakland, Hoa Kỳ              | Paraguay             | 3–0       | 3–1     | Giao hữu                 |
| 15. | 5 tháng 6 năm 2011   | Sân vận động Cowboys, Arlington, Hoa Kỳ                       | El Salvador          | 3–0       | 5–0     | Cúp Vàng CONCACAF 2011   |
| 16. | 5 tháng 6 năm 2011   | Sân vận động Cowboys, Arlington, Hoa Kỳ                       | El Salvador          | 4–0       | 5–0     | Cúp Vàng CONCACAF 2011   |
| 17. | 5 tháng 6 năm 2011   | Sân vận động Cowboys, Arlington, Hoa Kỳ                       | El Salvador          | 5–0       | 5–0     | Cúp Vàng CONCACAF 2011   |
| 18. | 9 tháng 6 năm 2011   | Sân vận động Bank of America, Charlotte, Hoa Kỳ               | Cuba                 | 1–0       | 5–0     | Cúp Vàng CONCACAF 2011   |
| 19. | 9 tháng 6 năm 2011   | Sân vận động Bank of America, Charlotte, Hoa Kỳ               | Cuba                 | 5–0       | 5–0     | Cúp Vàng CONCACAF 2011   |
| 20. | 18 tháng 6 năm 2011  | Sân vận động New Meadowlands, East Rutherford, Hoa Kỳ         | Guatemala            | 2–1       | 2–1     | Cúp Vàng CONCACAF 2011   |
| 21. | 22 tháng 6 năm 2011  | Sân vận động Reliant, Houston, Hoa Kỳ                         | Honduras             | 2–0       | 2–0     | Cúp Vàng CONCACAF 2011   |
| 22. | 2 tháng 9 năm 2011   | Pepsi Arena, Warszawa, Ba Lan                                 | Ba Lan               | 1–1       | 1–1     | Giao hữu                 |
| 23. | 11 tháng 11 năm 2011 | Sân vận động Corregidora, Querétaro, Mexico                   | Serbia               | 2–0       | 2–0     | Giao hữu                 |
| 24. | 31 tháng 5 năm 2012  | Soldier Field, Chicago, Hoa Kỳ                                | Bosna và Hercegovina | 2–1       | 2–1     | Giao hữu                 |
| 25. | 3 tháng 6 năm 2012   | Sân vận động Cowboys, Arlington, Hoa Kỳ                       | Brasil               | 2–0       | 2–0     | Giao hữu                 |
| 26. | 11 tháng 9 năm 2012  | Sân vận động Azteca, Mexico City, Mexico                      | Costa Rica           | 1–0       | 1–0     | Vòng loại World Cup 2014 |
| 27. | 12 tháng 10 năm 2012 | Sân vận động BBVA Compass, Houston, Hoa Kỳ                    | Guyana               | 4–0       | 5–0     | Vòng loại World Cup 2014 |
| 28. | 16 tháng 10 năm 2012 | Sân vận động Corona, Torreón, Mexico                          | El Salvador          | 2–0       | 2–0     | Vòng loại World Cup 2014 |
| 29. | 22 tháng 3 năm 2013  | Sân vận động Olímpico Metropolitano, San Pedro Sula, Honduras | Honduras             | 1–0       | 2–2     | Vòng loại World Cup 2014 |
| 30. | 22 tháng 3 năm 2013  | Sân vận động Olímpico Metropolitano, San Pedro Sula, Honduras | Honduras             | 2–0       | 2–2     | Vòng loại World Cup 2014 |
| 31. | 31 tháng 5 năm 2013  | Sân vận động Reliant, Houston, Hoa Kỳ                         | Nigeria              | 1–0       | 2–2     | Giao hữu                 |
| 32. | 31 tháng 5 năm 2013  | Sân vận động Reliant, Houston, Hoa Kỳ                         | Nigeria              | 2–2       | 2–2     | Giao hữu                 |
| 33. | 16 tháng 6 năm 2013  | Sân vận động Maracanã, Rio de Janeiro, Brasil                 | Ý                    | 1–1       | 1–2     | Confed Cup 2013          |
| 34. | 22 tháng 6 năm 2013  | Sân vận động Mineirão, Belo Horizonte, Brasil                 | Nhật Bản             | 1–0       | 2–1     | Confed Cup 2013          |
| 35. | 22 tháng 6 năm 2013  | Sân vận động Mineirão, Belo Horizonte, Brasil                 | Nhật Bản             | 2–0       | 2–1     | Confed Cup 2013          |
| 36. | 23 tháng 6 năm 2014  | Arena Pernambuco, Recife, Brasil                              | Croatia              | 3–0       | 3–1     | World Cup 2014           |
| 37. | 9 tháng 10 năm 2014  | Sân vận động Víctor Manuel Reyna, Tuxtla Gutiérrez, Mexico    | Honduras             | 1–0       | 2–0     | Giao hữu                 |
| 38. | 12 tháng 11 năm 2014 | Amsterdam ArenA, Amsterdam, Hà Lan                            | Hà Lan               | 3–1       | 3–2     | Giao hữu                 |
| 39. | 28 tháng 3 năm 2015  | Đấu trường Tưởng niệm Los Angeles, Los Angeles, Hoa Kỳ        | Ecuador              | 1–0       | 1–0     | Giao hữu                 |
| 40. | 27 tháng 6 năm 2015  | Orlando Citrus Bowl, Orlando, Hoa Kỳ                          | Costa Rica           | 2–2       | 2–2     | Giao hữu                 |
| 41. | 8 tháng 9 năm 2015   | Sân vận động AT&T, Arlington, Hoa Kỳ                          | Argentina            | 1–0       | 2–2     | Giao hữu                 |
| 42. | 10 tháng 10 năm 2015 | Rose Bowl, Pasadena, Hoa Kỳ                                   | Hoa Kỳ               | 1–0       | 3–2     | Cúp Vàng CONCACAF 2015   |
| 43. | 25 tháng 3 năm 2016  | BC Place, Vancouver, Canada                                   | Canada               | 1–0       | 3–0     | Vòng loại World Cup 2018 |
| 44. | 1 tháng 6 năm 2016   | Sân vận động Qualcomm, San Diego, Hoa Kỳ                      | Chile                | 1–0       | 1–0     | Giao hữu                 |
| 45. | 9 tháng 6 năm 2016   | Rose Bowl, Pasadena, Hoa Kỳ                                   | Jamaica              | 1–0       | 2–0     | Copa América Centenario  |
| 46. | 24 tháng 3 năm 2017  | Sân vận động Azteca, Mexico City, Mexico                      | Costa Rica           | 1–0       | 2–0     | Vòng loại World Cup 2018 |
| 47. | 27 tháng 5 năm 2017  | Đấu trường Tưởng niệm Los Angeles, Los Angeles, Hoa Kỳ        | Croatia              | 1–2       | 1–2     | Giao hữu                 |
| 48. | 18 tháng 6 năm 2017  | Kazan Arena, Kazan, Nga                                       | Bồ Đào Nha           | 1'–1      | 2–2     | Confed Cup 2017          |
| 49. | 6 tháng 10 năm 2017  | Sân vận động Azteca, Mexico City, Mexico                      | Trinidad và Tobago   | 2–1       | 3–1     | Vòng loại World Cup 2018 |
| 50. | 23 tháng 6 năm 2018  | Rostov Arena, Rostov-on-Don, Nga                              | Hàn Quốc             | 2–0       | 2–1     | World Cup 2018           |
| 51. | 26 tháng 3 năm 2019  | Sân vận động Levi's, Santa Clara, Hoa Kỳ                      | Paraguay             | 3–0       | 4–2     | Giao hữu                 |
| 52. | 6 tháng 9 năm 2019   | Sân vận động MetLife, East Rutherford, Hoa Kỳ                 | Hoa Kỳ               | 1–0       | 3–0     | Giao hữu                 |

## Phong cách thi đấu
Javier Hernández có tốc độ, nhanh nhẹn và đọc tình huống rất tốt. Cựu đồng đội của Hernández là Jesús Padilla đã mô tả anh "tuyệt vời trong không chiến" (đánh đầu) mặc dù chiều cao khiêm tốn.
Không phải mẫu cầu thủ như Lionel Messi, Wayne Rooney hay Cristiano Ronaldo – những cầu thủ làm nên cả đội bóng, nhưng nếu nhận được sự hỗ trợ đắc lực từ các đồng đội, anh ấy sẽ sẵn sàng tỏa sáng.
Javier có nhiều nét tương đồng với Ole Gunnar Solskjaer, huyền thoại của Manchester United.
Sở hữu khả năng dứt điểm lạnh lùng, thường tỏa sáng trong các trận cầu lớn và có gương mặt trẻ thơ.

## Cuộc sống cá nhân
Hernández là con trai của Javier Gutiérrez Hernández, người đã từng chơi cho Tecos và là một thành viên của đội tuyển Mexico tại World Cup 1986. Javier Gutiérrez Hernández đã bỏ công việc huấn luyện của mình tại đội dự bị của Guadalajara để xem Hernández chơi ở World Cup 2010 tại Nam Phi. Hernández cũng là cháu ngoại của cựu danh thủ Tomás Balcázar, người đã chơi cho C.D Guadalajara và tại World Cup 1954 cho đội tuyển Mexico. Theo một nguồn tin cho biết Hernández sẽ đưa toàn bộ gia đình sang Anh sinh sống, bao gồm cả Balcázar.
Trong thời gian anh còn thi đấu cho Guadalajara, anh đã học quản trị kinh doanh tại Universidad del Valle de Atemajac và sống với cha mẹ.

### Biệt danh
Hernández thường được gọi là Chicharito, có nghĩa là hạt đậu nhỏ. Còn bố anh Javier Gutiérrez Hernández cũng được mệnh danh là Chicharo (hạt đậu) vì có đôi mắt màu xanh lá cây giống màu của hạt đậu.

## Thống kê sự nghiệp

### Câu lạc bộ
Tính đến ngày 17 tháng 8 năm 2019
| Câu lạc bộ          | Mùa giải            | Vô địch quốc gia    | Vô địch quốc gia | Vô địch quốc gia | Cúp quốc gia | Cúp quốc gia | League Cup | League Cup | Cúp châu lục | Cúp châu lục | Other   | Other  | Tổng cộng | Tổng cộng |
| Câu lạc bộ          | Mùa giải            | Hạng đấu            | Số trận          | Số bàn           | Số trận      | Số bàn       | Số trận    | Số bàn     | Số trận      | Số bàn       | Số trận | Số bàn | Số trận   | Số bàn    |
| ------------------- | ------------------- | ------------------- | ---------------- | ---------------- | ------------ | ------------ | ---------- | ---------- | ------------ | ------------ | ------- | ------ | --------- | --------- |
| Guadalajara         | 2006–07             | Primera División    | 8                | 1                | 0            | 0            | —          | —          | 1            | 0            | 0       | 0      | 9         | 1         |
| Guadalajara         | 2007–08             | Primera División    | 6                | 0                | 0            | 0            | —          | —          | 4            | 0            | 1       | 0      | 11        | 0         |
| Guadalajara         | 2008–09             | Primera División    | 22               | 4                | 3            | 0            | —          | —          | 7            | 3            | 0       | 0      | 32        | 7         |
| Guadalajara         | 2009–10             | Primera División    | 28               | 21               | 0            | 0            | —          | —          | 0            | 0            | 0       | 0      | 28        | 21        |
| Guadalajara         | Tổng cộng           | Tổng cộng           | 64               | 26               | 3            | 0            | —          | —          | 12           | 3            | 1       | 0      | 80        | 29        |
| Manchester United   | 2010–11             | Premier League      | 27               | 13               | 5            | 1            | 3          | 1          | 9            | 4            | 1       | 1      | 45        | 20        |
| Manchester United   | 2011–12             | Premier League      | 28               | 10               | 1            | 0            | 0          | 0          | 7            | 2            | 0       | 0      | 36        | 12        |
| Manchester United   | 2012–13             | Premier League      | 22               | 10               | 6            | 4            | 2          | 1          | 6            | 3            | —       | —      | 36        | 18        |
| Manchester United   | 2013–14             | Premier League      | 24               | 4                | 1            | 1            | 5          | 4          | 5            | 0            | 0       | 0      | 35        | 9         |
| Manchester United   | 2014–15             | Premier League      | 1                | 0                | 0            | 0            | 1          | 0          | —            | —            | —       | —      | 2         | 0         |
| Manchester United   | 2015–16             | Premier League      | 1                | 0                | 0            | 0            | 0          | 0          | 2            | 0            | —       | —      | 3         | 0         |
| Manchester United   | Tổng cộng           | Tổng cộng           | 103              | 37               | 13           | 6            | 11         | 6          | 29           | 9            | 1       | 1      | 157       | 59        |
| Real Madrid (mượn)  | 2014–15             | La Liga             | 23               | 7                | 2            | 1            | —          | —          | 8            | 1            | 0       | 0      | 33        | 9         |
| Bayer Leverkusen    | 2015–16             | Bundesliga          | 28               | 17               | 3            | 4            | —          | —          | 9            | 5            | —       | —      | 40        | 26        |
| Bayer Leverkusen    | 2016–17             | Bundesliga          | 26               | 11               | 2            | 1            | —          | —          | 8            | 1            | —       | —      | 36        | 13        |
| Bayer Leverkusen    | Tổng cộng           | Tổng cộng           | 54               | 28               | 5            | 5            | —          | —          | 17           | 6            | —       | —      | 76        | 39        |
| West Ham United     | 2017–18             | Premier League      | 28               | 8                | 2            | 0            | 3          | 0          | —            | —            | —       | —      | 33        | 8         |
| West Ham United     | 2018–19             | Premier League      | 25               | 7                | 1            | 0            | 2          | 1          | —            | —            | —       | —      | 28        | 8         |
| West Ham United     | 2019–20             | Premier League      | 2                | 1                | —            | —            | 0          | 0          | —            | —            | —       | —      | 2         | 1         |
| West Ham United     | Tổng cộng           | Tổng cộng           | 55               | 16               | 3            | 0            | 5          | 1          | —            | —            | —       | —      | 63        | 17        |
| Sevilla             | 2019–20             | La Liga             | 0                | 0                | 0            | 0            | 0          | 0          | 0            | 0            | 0       | 0      | 0         | 0         |
| Tổng cộng sự nghiệp | Tổng cộng sự nghiệp | Tổng cộng sự nghiệp | 299              | 114              | 26           | 12           | 16         | 7          | 66           | 19           | 2       | 1      | 409       | 153       |

1. ↑  Bao gồm InterLiga, Cúp FA và Cúp bóng đá Đức
2. ↑  Bao gồm Cúp Liên đoàn bóng đá Anh
3. ↑  Bao gồm Copa Libertadores, Copa Sudamericana, North American SuperLiga, UEFA Champions League và UEFA Europa League
4. ↑  Bao gồm Primera División playoffs, Siêu cúp Anh, Siêu cúp châu Âu và Giải vô địch thế giới các câu lạc bộ

### Quốc tế
Tính đến ngày 27 tháng 3 năm 2019
| Đội tuyển quốc gia | Năm       | Số trận | Số bàn |
| ------------------ | --------- | ------- | ------ |
| Mexico             | 2009      | 1       | 0      |
| Mexico             | 2010      | 19      | 11     |
| Mexico             | 2011      | 13      | 12     |
| Mexico             | 2012      | 10      | 5      |
| Mexico             | 2013      | 14      | 7      |
| Mexico             | 2014      | 13      | 3      |
| Mexico             | 2015      | 8       | 4      |
| Mexico             | 2016      | 10      | 3      |
| Mexico             | 2017      | 11      | 4      |
| Mexico             | 2018      | 7       | 1      |
| Mexico             | 2019      | 2       | 1      |
| Tổng cộng          | Tổng cộng | 108     | 51     |

## Giải thưởng
Guadalajara
- Mexican Primera División: Apertura 2006[34]

Manchester United
- Premier League: 2010–11, 2012–13[35]
- Siêu cúp Anh: 2010[34]

Real Madrid
- Giải vô địch thế giới các câu lạc bộ: 2014[34]

Mexico
- Cúp Vàng CONCACAF: 2011[34]
- CONCACAF Cup: 2015[36]

Cá nhân
- Mexican Primera División Balón de Oro – Best Striker: Bicentenario 2010[37]
- Giải thưởng Sir Matt Busby: 2010–11
- Bundesliga Idol: 2015[38]
- Bundesliga - Đội hình tiêu biểu: 2015–16[39]
- Bundesliga - Cầu thủ xuất sắc nhất tháng: 11/2015, 12/2015, 01/2016, 9/2016, 02/2017[40]
- CONCACAF - Cầu thủ xuất sắc nhất năm: 2015[41]
- CONCACAF - Đội hình tiêu biểu: 2015
- CONCACAF Gold Cup - Chiếc giày vàng: 2011[42]
- CONCACAF Gold Cup MVP: 2011[42]
- IFFHS Most Popular Player of the CONCACAF: 2011[43]